# Vipul Amrutlal Shah
Vipul Amrutlal Shah (także Vipul Shah ur. 3 kwietnia 1973) – indyjski reżyser, scenarzysta i producent filmowy realizujący filmy w języku hindi (tzw. bollywoodzkie).

## Filmografia
| Film                        | Rok           | Obsada                                                                     | jako                  |
| --------------------------- | ------------- | -------------------------------------------------------------------------- | --------------------- |
| Oczy                        | styczeń 2002  | Amitabh Bachchan, Akshay Kumar, Arjun Rampal, Paresh Rawal, Sushmita Sen   | reżyser i scenarzysta |
| Waqt: The Race Against Time | maj 2005      | Akshay Kumar, Amitabh Bachchan, Priyanka Chopra, Boman Irani, Rajpal Yadav | reżyser i producent   |
| Namastey London             | marzec 2007   | Akshay Kumar, Katrina Kaif, Rishi Kapoor, Upen Patel                       | reżyser i producent   |
| Król z przypadku            | sierpień 2008 | Akshay Kumar, Katrina Kaif, Neha Dhupia                                    | producent             |